# Lettre à une femme
Singles de Ninho
C'était du rap
(2020) Every day
(2020)
Lettre à une femme est une chanson de Ninho sortie le 7 mars 2020 et extrait de la mixtape M.I.L.S 3.0. Elle est certifiée single de diamant.
Dès sa première semaine de parution, il intègre directement la première place du top des titres en France.

## Historique
Il se place six fois à la première place du top streaming en France où il  détient le record du titre le plus écouté en première semaine et aussi le single d'or le plus rapide (en 9 jours) de l'histoire du rap français,. Il devient rapidement disque de platine. Il accède finalement au disque de diamant, la certification ultime de l'industrie musicale français en juin et devient par la même occasion le premier single de l'année à obtenir cette certification.
Parallèlement dès sa sortie, Lettre à une femme est classé dans le top mondial de Spotify à la 76e place.
Hormis la France, elle rencontre également du succès en Belgique francophone où elle fait éruption à la première et obtient un disque de platine. En Suisse, Lettre à une femme rentre à la 4e position des charts.

## Classements
| Classements (2020)                      | Meilleure position |
| --------------------------------------- | ------------------ |
| Belgique (Wallonie Ultratop 50 Singles) | 1                  |
| France (SNEP)                           | 1                  |
| Suisse (Schweizer Hitparade)            | 4                  |

## Certification
| Pays     | Organisme | Certification |
| -------- | --------- | ------------- |
| France   | SNEP      | Diamant       |
| Belgique | Ultratop  | Platine       |